# 希爾曼鎮區 (密歇根州)
希爾曼鎮區（英語：Hillman Township）是位於美國密歇根州蒙莫朗西縣的一個行政鎮區。

## 地方資料
希爾曼鎮區的面積為178.80平方千米，當中陸地面積為175.20平方千米，而水域面積為3.60平方千米。根據2020年美國人口普查的數據，當地共有人口2009人，而人口密度為每平方千米11.24人。